# Kenny van Hummel
Kenny Robert van Hummel, né le 30 septembre 1982 à Arnhem, est un coureur cycliste néerlandais, professionnel de 2002 à 2014.

## Biographie
En 2002, Kenny van Hummel intègre l'équipe Rabobank GS3, réserve de l'équipe Rabobank.
En 2004, il court pour Van Hemert-Eurogifts, qui devient Eurogifts.com en 2005. En 2006, il est recruté par l'équipe Skil-Shimano. Il remporte le Tour de Hollande-Septentrionale en 2007. En 2009, il remporte au sprint de nombreuses victoires aux Pays-Bas.
En 2012, Kenny van Hummel est recruté par l'équipe Vacansoleil-DCM, dotée du statut de ProTeam. Aligné sur le Tour de France, van Hummel, quatrième de la sixième étape, abandonne durant la quinzième étape en raison d'une blessure au dos.
En 2013, il reprend la compétition en Australie lors du Tour Down Under.
Il arrête sa carrière fin 2014 faute d'avoir pu trouver une équipe pour la saison 2015.

## Palmarès

### Palmarès sur route
- 1999
  - 3e de l'Acht van Bladel
- 2000
  - 2eb étape des Trois Jours d'Axel
  - 3e étape du Tour de Haute-Autriche juniors
  - 1re étape du Grand Prix Rüebliland
  - 2e du championnat des Pays-Bas du contre-la-montre juniors
  - 3e des Trois Jours d'Axel
  - 3e du Circuit Het Volk juniors
- 2001
  - 3e du Ronde van Zuid-Holland
- 2002
  - 2e du Tour d'Overijssel
- 2003
  - 3e étape des Deux Jours du Gaverstreek
- 2004
  - ZLM Tour
  - 2e de l'Omloop Houtse Linies
  - 2e du championnat des Pays-Bas sur route espoirs
  - 2e de l'Omloop van de Grensstreek
- 2005
  -  Champion des Pays-Bas élite sans contrat
  - 2e de l'Omloop Houtse Linies
  - 3e du Grand Prix de la ville de Zottegem
- 2007
  - Tour de Hollande-Septentrionale
  - 2e du Grand Prix Gerrie Knetemann
- 2009
  - Tour d'Overijssel
  - 1re étape des Quatre Jours de Dunkerque
  - Batavus Prorace
  - Dutch Food Valley Classic
  - Tour de Rijke
  - 2e du Tour de Drenthe
  - 2e du Grand Prix de l'Escaut
  - 2e du Tour de Hollande-Septentrionale 
  - 2e de l'UCI Europe Tour
  - 2e du championnat des Pays-Bas sur route
  - 3e de l'Arno Wallaard Memorial
- 2010
  - 1re étape du Tour de Picardie
  - 2e étape du Tour de Belgique
  - 4e, 5e, 7e et 9e étapes du Tour de Hainan
  - 2e de l'Arno Wallaard Memorial
  - 2e de la Dutch Food Valley Classic
  - 2e du Circuit du Houtland
- 2011
  - Tour de Drenthe :
    - Classement général
    - 1re et 2e étapes

  - 8e étape du Tour de Turquie
  - Mémorial Rik Van Steenbergen
  - 6e, 7e et 9e étapes du Tour de Hainan
  - 2e du Tour de Rijke
  - 2e de l'Handzame Classic
- 2012
  - 2e du Tour de Picardie
  - 2e du Mémorial Rik Van Steenbergen
  - 2e du Grand Prix d'Isbergues
  - 3e de Kuurne-Bruxelles-Kuurne
- 2013
  - 1re étape de l'Arctic Race of Norway
  - 2e de l'Handzame Classic
  - 2e de l'Arctic Race of Norway
  - 3e du Tour de Picardie
  - 3e du Ronde van Zeeland Seaports
  - 3e de la Dutch Food Valley Classic
- 2014
  - 6e étape du Tour de Langkawi
  - 1re étape du Tour d'Azerbaïdjan
  - 10e étape du Tour du Venezuela

### Résultats sur les grands tours

#### Tour de France
2 participations
- 2009 : abandon (17e étape)
- 2012 : abandon (15e étape)

### Classements mondiaux
| Année                  | 2005 | 2006 | 2007 | 2008 | 2009 | 2010 | 2011 | 2012 | 2013 | 2014 |
| ---------------------- | ---- | ---- | ---- | ---- | ---- | ---- | ---- | ---- | ---- | ---- |
| Calendrier mondial UCI |      |      |      |      |      | 224e |      |      |      |      |
| UCI World Tour         |      |      |      |      |      |      |      | 182e |      |      |
| UCI America Tour       |      |      |      |      |      |      | 318e |      |      | 244e |
| UCI Asia Tour          |      | 56e  | 219e |      |      |      | 19e  |      |      | 82e  |
| UCI Europe Tour        | 133e | 381e | 62e  | 315e | 2e   | 16e  | 8e   |      |      | 94e  |

### Palmarès en cyclo-cross
- 1997-1998
  - 3e du championnat des Pays-Bas de cyclo-cross cadets
- 1999-2000
  - 3e du championnat des Pays-Bas de cyclo-cross juniors